# 7015 Schopenhauer
7015 Schopenhauer eller 1990 QC8 är en asteroid i huvudbältet som upptäcktes den 16 augusti 1990 av den belgiske astronomen Eric W. Elst vid La Silla-observatoriet. Den är uppkallad efter den tyske filosofen Arthur Schopenhauer.
Asteroiden har en diameter på ungefär 5 kilometer.